# Định lý Fermat về tổng của hai số chính phương
Định lý Fermat về tổng của hai số chính phương phát biểu như sau:
"Một số nguyên tố lẻ p có thể biểu diễn được dưới dạng tổng của hai số chính phương, tức là
{\displaystyle p=x^{2}+y^{2}}, với x,y là các số tự nhiên lớn hơn 0,
khi và chỉ khi p đồng dư với 1 theo mô-đun 4."
Ví dụ:
Các số nguyên tố lẻ 5, 13, 17, 29, 37, 41 đều đồng dư với 1 theo mô-đun 4, do đó chúng biểu diễn được dưới dạng tổng của hai số chính phương:
{\displaystyle 5=1^{2}+2^{2},\quad 13=2^{2}+3^{2},\quad 17=1^{2}+4^{2},\quad 29=2^{2}+5^{2},\quad 37=1^{2}+6^{2},\quad 41=4^{2}+5^{2}.}
Mặt khác, các số nguyên tố lẻ 7, 11, 19, 23 và 31 đều đồng dư với 3 theo mô-đun 4, do đó chúng không thể biểu diễn được dưới dạng tổng của hai số chính phương.
Albert Girard là người đầu tiên đưa ra nhận xét rằng "mỗi số nguyên tố lẻ bất kì mà đồng dư với 1 theo mô-đun 4, đều biểu diễn được dưới dạng tổng của hai số chính phương" vào năm 1632 . Fermat là người đưa ra chứng minh đầu tiên. Fermat đã thông báo điều này trong một lá thư gửi cho Marin Mersenne vào ngày 25 tháng 12 năm 1640, ngày giáng sinh; vì thế định lý này đôi khi còn được gọi là định lý ngày giáng sinh của Fermat.

## Các chứng minh của định lý
Nếu số nguyên tố lẻ p mà biểu diễn được dưới dạng tổng của hai số chính phương, do số chính phương khi chia cho 4 chỉ dư 0 hoặc 1, nên p chia cho 4 chỉ có thể dư 1. Điều kiện cần của định lý là hiển nhiên. Vấn đề còn lại là điều kiện đủ.

### Chứng minh của Euler
Euler đã chứng minh thành công "định lý Fermat về tổng của hai số chính phương" vào năm 1747, khi đã 40 tuổi. Ông thông báo điều này trong một lá thư gửi cho Goldbach vào ngày 6 tháng 5 năm 1747. Chứng minh gồm có 5 bước; bước thứ năm được trình bày trong một lá thư gửi cho Goldbach vào năm 1749.
Trong chứng minh trình bày dưới đây, bước 1,2,3 dựa hoàn toàn vào chứng minh của Euler, bước 4 và 5 có sửa đổi.
1. Tích của hai số, mà mỗi số là tổng của hai số chính phương, cũng là tổng của hai số chính phương:
Chứng minh điều này dựa vào định thức Brahmagupta–Fibonacci:
{\displaystyle (a^{2}+b^{2})(c^{2}+d^{2})=(ac+bd)^{2}+(ad-bc)^{2}}.
2. Nếu một số tự nhiên n mà chia hết cho số nguyên tố p, và cả n lẫn p đều có thể biểu diễn thành tổng của hai số chính phương, thì {\displaystyle {\frac {n}{p}}} cũng có thể biểu diễn thành tổng của hai số chính phương:
Trước hết ta biểu diễn:
{\displaystyle n=a^{2}+b^{2}}
{\displaystyle p=c^{2}+d^{2}}, với a,b,c,d là các số tự nhiên.
Do:{\displaystyle (ac+bd)(ac-bd)=a^{2}c^{2}-b^{2}d^{2}=a^{2}(c^{2}+d^{2})-(a^{2}+b^{2})d^{2}=a^{2}.p-n.d^{2}} chia hết cho p, và p nguyên tố, nên một trong hai số (ac+bd) hoặc (ac-bd) chia hết cho p.
Nếu(ac-bd) chia hết cho p.
Sử dụng định thức Brahmagupta–Fibonacci, ta có:
{\displaystyle {\frac {n}{p}}={\frac {a^{2}+b^{2}}{p}}={\frac {(ad+bc)^{2}}{p^{2}}}+{\frac {(ac-bd)^{2}}{p^{2}}}},
do (ac-bd) chia hết cho p, nên {\displaystyle {\frac {(ac-bd)^{2}}{p^{2}}}} là số chính phương, mà {\displaystyle {\frac {n}{p}}} nguyên, nên {\displaystyle {\frac {(ad+bc)^{2}}{p^{2}}}} cũng nguyên, và do đó là số chính phương. Suy ra {\displaystyle {\frac {n}{p}}} cũng có thể biểu diễn thành tổng của hai số chính phương.
Trường hợp còn lại (ac+bd) chia hết cho p, lúc này ta phân tích:
{\displaystyle {\frac {n}{p}}={\frac {a^{2}+b^{2}}{p}}={\frac {(ac+bd)^{2}}{p^{2}}}+{\frac {(ad-bc)^{2}}{p^{2}}}}, và lặp lại các bước tương tự như trên.
3. Nếu n chia hết cho m, mà n có thể biểu diễn thành tổng của hai số chính phương còn m thì không, thì tỷ số {\displaystyle {\frac {n}{m}}} có ước dương lớn hơn 1 không thể biểu diễn thành tổng của hai số chính phương:
Chứng minh bằng phản chứng. Giả sử mọi ước của {\displaystyle {\frac {n}{m}}} đều có thể biểu diễn thành tổng của hai số chính phương. Đặt:
{\displaystyle {\frac {n}{m}}=p_{1}\cdot p_{2}\cdot \ldots \cdot p_{k}} với {\displaystyle p_{1},p_{2},\ldots ,p_{k}} đều là các số nguyên tố (không nhất thiết đôi một khác nhau).
Do {\displaystyle p_{1},p_{2},\ldots ,p_{k}} đều biểu diễn thành tổng của hai số chính phương được nên áp dụng bước 2 chia n liên tiếp k lần cho {\displaystyle p_{1},p_{2},\ldots ,p_{k}} suy ra:
{\displaystyle m={\frac {n}{p_{1}\cdot p_{2}\cdot \ldots \cdot p_{k}}}}, có thể biểu diễn thành tổng của hai số chính phương.
Suy ra mâu thuẫn.
4. Nếu a và b nguyên tố cùng nhau thì mọi ước dương lớn hơn 1 của {\displaystyle a^{2}+b^{2}} đều có thể biểu diễn thành tổng của hai số chính phương:
Chứng minh phản chứng. Giả sử tồn tại các số tự nhiên a,b nguyên tố cùng nhau sao cho {\displaystyle a^{2}+b^{2}} có ít nhất một ước dương lớn hơn 1 không thể biểu diễn thành tổng của hai số chính phương. Trong các cặp số đó ta xét cặp (a,b) thỏa mãn tổng (a+b) nhỏ nhất.
Xét x là ước dương lớn hơn 1 của {\displaystyle a^{2}+b^{2}} mà không thể biểu diễn thành tổng của 2 số chính phương.
Đặt:
{\displaystyle a=mx+c,\qquad b=nx+d}, trong đó c,d là số tự nhiên lớn hơn 0 và không vượt quá x-1.
Suy ra:
{\displaystyle a^{2}+b^{2}=m^{2}x^{2}+2mxc+c^{2}+n^{2}x^{2}+2nxd+d^{2}=Ax+(c^{2}+d^{2}).}
Suy ra {\displaystyle c^{2}+d^{2}} chia hết cho x. Nếu c và d nguyên tố cùng nhau thì do tổng c+d < a+b nên mẫu thuẫn với giả thiết về tổng (a+b) là nhỏ nhất. Vậy ƯCLN của c và d bằng y lớn hơn 1.
Nếu y và x không nguyên tố cùng nhau, thì tồn tại số nguyên tố p sao cho y và x cùng chia hết cho p, suy ra a,b cũng chia hết cho p (mâu thuẫn với giả thiết a và b nguyên tố cùng nhau).
Vậy y và x nguyên tố cùng nhau.
Đặt:
{\displaystyle c_{1}={\frac {c}{y}},d_{1}={\frac {d}{y}}},
thì {\displaystyle c_{1},d_{1}} nguyên tố cùng nhau và {\displaystyle c_{1}^{2}+d_{1}^{2}} chia hết cho x, và rõ ràng {\displaystyle c_{1}+d_{1}<a+b}, mẫu thuẫn với giả thiết về tổng (a+b) là nhỏ nhất.
Suy ra điều giả sử là sai. Ta có điều phải chứng minh.
5. Mọi số nguyên tố p lẻ có dạng 4k+1 đều biểu diễn thành tổng của hai số chính phương:
Theo định lý Fermat nhỏ, các số sau đây đều đồng dư với 1 theo mô-đun p:
{\displaystyle 1^{4k},2^{4k},\ldots ,(4k)^{4k}}.
Xét hiệu giữa hai số liên tiếp nhau:
{\displaystyle i^{4k}-(i-1)^{4k}=(i^{2k}+(i-1)^{2k}).(i^{2k}-(i-1)^{2k})}, với i chạy từ 2 đến 4k.
Do p là số nguyên tố, nên ít nhất một trong hai số {\displaystyle (i^{2k}+(i-1)^{2k}),(i^{2k}-(i-1)^{2k})} chia hết cho p. Nếu tồn tại i mà {\displaystyle (i^{2k}+(i-1)^{2k})} chia hết cho p, thì theo bước 4, suy ra p có thể biểu diễn thành tổng của hai số chính phương.
Ngược lại, giả sử không tồn tại i mà {\displaystyle (i^{2k}+(i-1)^{2k})} chia hết cho p, suy ra:
{\displaystyle (i^{2k}-(i-1)^{2k})} chia hết cho p với mọi i chạy từ 2 đến 4k. Như vậy các số sau đồng dư với nhau đôi một theo mô-đun p:
{\displaystyle 1,2^{2k},3^{2k},\ldots ,(4k)^{2k}}.
Phương trình mô-đun:
{\displaystyle x^{2k}-1\equiv 0{\pmod {p}}}
có 4k nghiệm, điều này mâu thuẫn với định lý Lagrange.
Vậy điều giả sử là sai. Suy ra p có thể biểu diễn dưới dạng tổng của hai số chính phương.

## Kết quả khác
Fermat đã thông báo về 2 kết quả khác trong một lá thư gửi cho Blaise Pascal vào ngày 25 tháng 9 năm 1654:
- {\displaystyle p=x^{2}+2y^{2}\Leftrightarrow p\equiv 1{\mbox{ or }}p\equiv 3{\pmod {8}},}
- {\displaystyle p=x^{2}+3y^{2}\Leftrightarrow p\equiv 1{\pmod {3}}.}

Ông cũng viết:
"Nếu hai số nguyên tố mà tận cùng là 3 hoặc 7, và lớn hơn 3 một bội của 4 mà nhân với nhau, thì tích của chúng bằng tổng của một số chính phương và 5 lần một số chính phương khác".
Nói một cách khác, nếu p, q có dạng 20k + 3 hoặc 20k + 7, thì pq = x2 + 5y2. Sau này, Euler đã mở rộng thành phỏng đoán sau:
- {\displaystyle p=x^{2}+5y^{2}\Leftrightarrow p\equiv 1{\mbox{ or }}p\equiv 9{\pmod {20}},}
- {\displaystyle 2p=x^{2}+5y^{2}\Leftrightarrow p\equiv 3{\mbox{ or }}p\equiv 7{\pmod {20}}.}

Khẳng định của Fermat và phỏng đoán của Euler đều được Lagrange chứng minh.

## Một số ứng dụng
Trong trường hữu hạn {\displaystyle F_{p}} với p là số nguyên tố có dạng {\displaystyle p=4k+1}, nếu x là số chính phương thì -x cũng là số chính phương.